# SPI1
SPI1 es un gen que codifica para un factor de transcripción activador de la expresión de genes implicados en el desarrollo/diferenciación de la línea mieloide y de linfocitos-B(linfocito B). Se une a regiones/secuencias ricas en purinas de la caja-PU, cerca de los promotores de los genes. Regulan la expresión génica en coordinación con otros factores de transcripción y cofactores. SPI1 puede regular también el splicing alternativo de otros genes. Existen isoformas(isoforma) codificadas por las variantes transcripcionales del gen(splicing alternativo).
Localizado en el cromosoma 11.
| Base de datos | Referencia    |
| ------------- | ------------- |
| ENSEMBL       | SG00000066336 |
| UniProt       | P17947        |